# برای من بمیر
«برای من بمیر» (به انگلیسی: Die for Me) ترانه‌ای از رپر و خوانندهٔ آمریکایی پست مالون به‌همراهٔ رپر آمریکایی فیوچر و خوانندهٔ آمریکایی هالزی می‌باشد که در سومین آلبوم استودیویی او خونریزی هالیوود (۲۰۱۹) قرار دارد.

## برام بمیر
«برام بمیر» (به انگلیسی: Die 4 Me) نسخهٔ بازسازی هالزی از ترانهٔ اصلی با پست مالون و فیوچر می‌باشد که در ۲۴ فوریهٔ سال ۲۰۲۳ از سوی کپیتال رکوردز منتشر گردید.